# ダニエル・スタンフ
ダニエル・アーサー・スタンフ（Daniel Arthur Stumpf , 1991年1月4日 - ）は、アメリカ合衆国テキサス州ハリス郡ハンブル出身のプロ野球選手（投手）。左投左打。現在は、フリーエージェント（FA）。

## 経歴

### プロ入りとロイヤルズ傘下時代
2012年のMLBドラフト9巡目（全体283位）でカンザスシティ・ロイヤルズから指名され、プロ入り。契約後、傘下のアパラチアンリーグのルーキー級バーリントン・ロイヤルズでプロデビュー。19試合に登板して2勝1敗・防御率1.55・34奪三振の成績を残した。
2013年はA級レキシントン・レジェンズでプレーし、25試合に先発登板して10勝10敗・防御率3.07・117奪三振の成績を残した。
2014年はA+級ウィルミントン・ブルーロックスでプレーし、32試合（先発8試合）に登板して3勝8敗2セーブ・防御率3.77・79奪三振の成績を残した。オフにはアリゾナ・フォールリーグに参加し、ピオリア・ハベリーナズに所属した。
2015年はAA級ノースウエストアーカンソー・ナチュラルズでプレーし、42試合（先発1試合）に登板して5勝4敗3セーブ・防御率3.57・76奪三振の成績を残した。

### フィリーズ時代

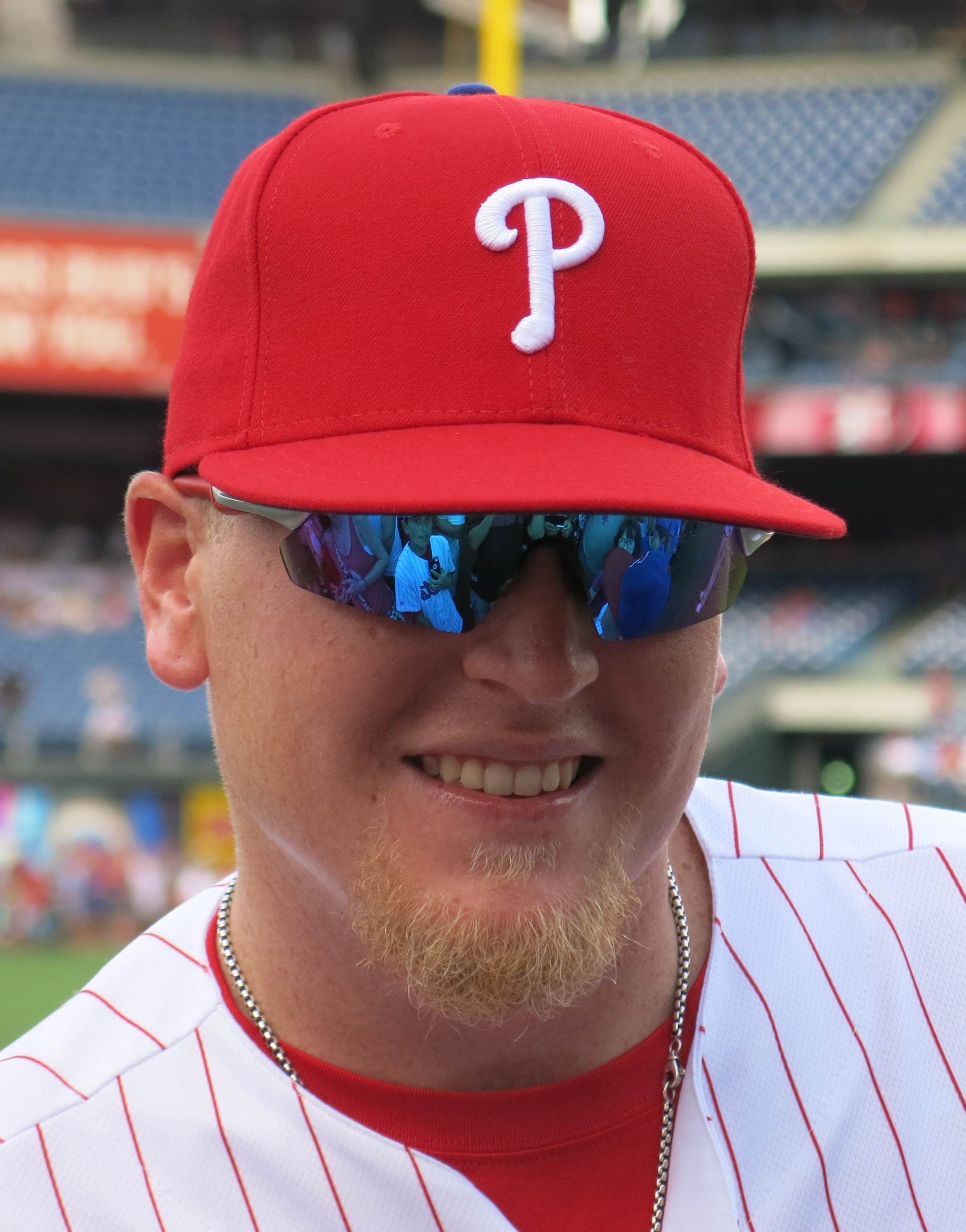
フィラデルフィア・フィリーズ時代
（2016年7月16日）

2015年12月10日にルール・ファイブ・ドラフトでフィラデルフィア・フィリーズから指名され、移籍した。
2016年シーズンは開幕25人枠に残り、4月7日のシンシナティ・レッズ戦でメジャーデビューを果たした。だが、直後の4月14日に禁止薬物規定に違反したと報じられ、80試合の出場停止処分を受けることになった。処分が明けた後の7月22日にDFAとなった。フィリーズでは7試合に登板して防御率10.80・2奪三振の成績を残した。

### ロイヤルズ傘下復帰
2016年7月25日、ルール・ファイブ・ドラフトの規約でロイヤルズに戻ることになった。AA級ノースウエストアーカンソーへ配属され、14試合に登板して2勝0敗1セーブ・防御率2.11・26奪三振の成績を残した。

### タイガース時代
2016年12月8日にルール・ファイブ・ドラフトでデトロイト・タイガースから指名され、移籍した。
2017年4月1日に一旦FAとなったが、これはルール・ファイブ・ドラフトの規約でアクティブ・ロースターから外す場合は返還義務が生じるためにそれを回避するのが目的であり、すぐに新たにメジャー契約を結び直した。翌2日に傘下のAAA級トレド・マッドヘンズへ配属された。6月3日にメジャー昇格してからは左のリリーフとして定着し、この年は55試合に登板して0勝1敗・防御率3.82・33奪三振の成績を残した。
2018年4月25日のピッツバーグ・パイレーツ戦ではメジャー初勝利を挙げた
2019年レギュラーシーズン終了後の10月24日にマイナー契約でAAA級トレドへ配属され、同日中にFAとなった。

## 投球スタイル
体をクロスターンさせて、ハイ・スリークォーターから速球、スライダー、チェンジアップを投げ込んでくるリリーフ左腕である。

## 詳細情報

### 年度別投手成績
| 年 度    | 球 団    | 登 板 | 先 発 | 完 投 | 完 封 | 無 四 球 | 勝 利 | 敗 戦 | セ 丨 ブ | ホ 丨 ル ド | 勝 率 | 打 者 | 投 球 回 | 被 安 打 | 被 本 塁 打 | 与 四 球 | 敬 遠 | 与 死 球 | 奪 三 振 | 暴 投 | ボ 丨 ク | 失 点 | 自 責 点 | 防 御 率 | W H I P |
| -------- | -------- | ----- | ----- | ----- | ----- | -------- | ----- | ----- | -------- | ----------- | ----- | ----- | -------- | -------- | ----------- | -------- | ----- | -------- | -------- | ----- | -------- | ----- | -------- | -------- | ------- |
| 2016     | PHI      | 7     | 0     | 0     | 0     | 0        | 0     | 0     | 0        | 1           | ----  | 25    | 5.0      | 9        | 1           | 2        | 0     | 0        | 2        | 1     | 0        | 6     | 6        | 10.80    | 2.20    |
| 2017     | DET      | 55    | 0     | 0     | 0     | 0        | 0     | 1     | 0        | 9           | .000  | 160   | 37.2     | 37       | 5           | 15       | 1     | 2        | 33       | 2     | 1        | 16    | 16       | 3.82     | 1.38    |
| 2018     | DET      | 56    | 0     | 0     | 0     | 0        | 1     | 5     | 0        | 11          | .167  | 173   | 38.1     | 44       | 5           | 16       | 1     | 0        | 37       | 2     | 0        | 23    | 21       | 4.93     | 1.57    |
| MLB：3年 | MLB：3年 | 118   | 0     | 0     | 0     | 0        | 1     | 6     | 0        | 21          | .143  | 358   | 81.0     | 90       | 11          | 33       | 2     | 2        | 72       | 5     | 1        | 45    | 43       | 4.78     | 1.52    |

- 2018年度シーズン終了時

### 背番号
- 53（2016年）
- 68（2017年 - 2019年）